# Pithovirus
Pithovirus je rod obřích virů, který zahrnuje jediný druh – virus Pithovirus sibericum. Byl objeven v roce 2014. Jeho částice (virion) má oválný tvar o délce 1,5 mikrometru a šířce 0,5 mikrometru, což z něj činí největší známý virus.

## Charakteristika
Pithovirus patří do skupiny velkých nukleoplasmatických virů. Je o 50 % větší než největší dosud známý virus této skupiny, pandoravirus. Jeho genom obsahuje asi 500 různých genů, což je sice více než běžný virus, ale méně než u virů rodu Pandoravirus.
V roce 2014 jej objevili francouzští evoluční biologové Chantal Abergel a Jean-Michel Claverie v 30 000 let starých vzorcích sibiřského permafrostu. Napadá měňavkovité prvoky rodu Acanthamoeba.